# Yung Wing

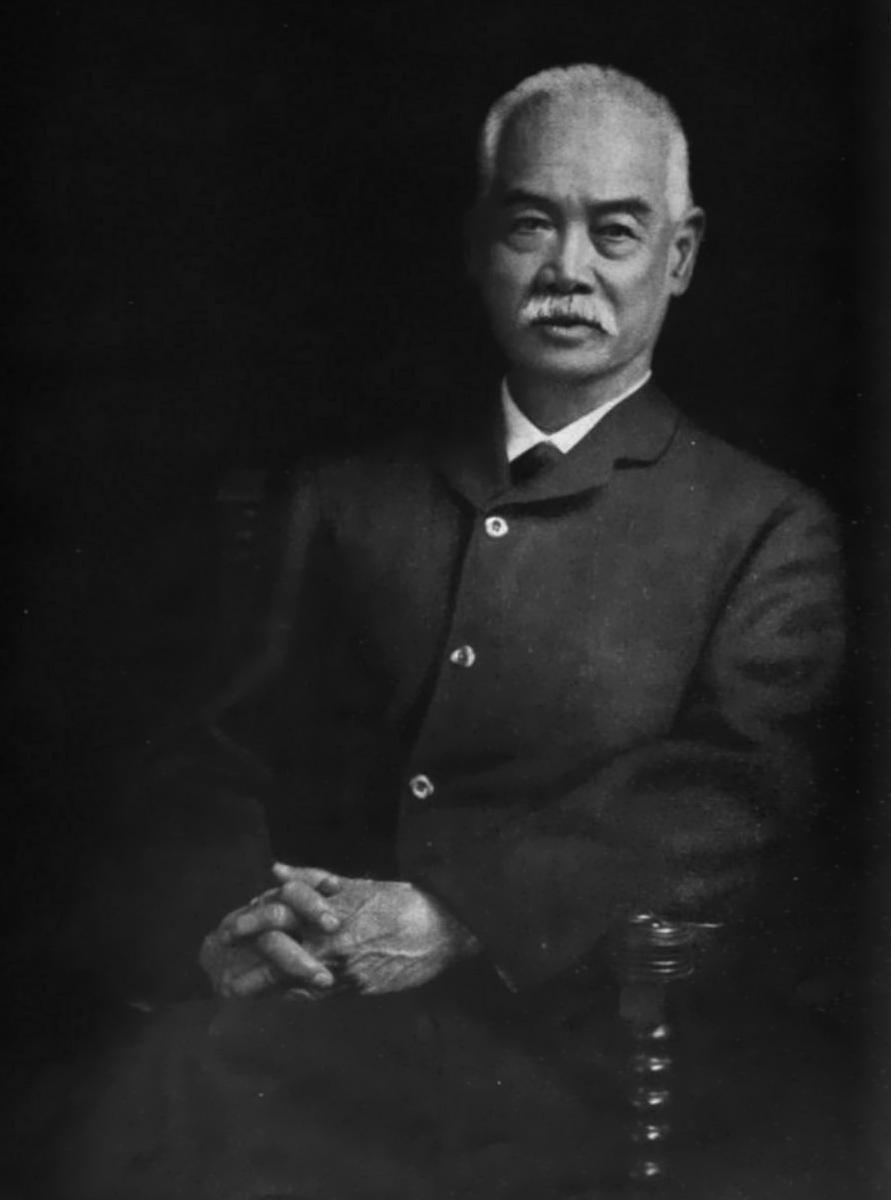
Yung Wing (1910)

Yung Wing (chinesisch 容闳, Pinyin Róng Hóng; * 17. November 1828 in Nanping (in Xiangshan, Provinz Guangdong); † 21. April 1912 in Hartford) war ein chinesischer Diplomat und (mit Chen Lan-Pin) der erste offizielle Vertreter des Qing-Kaiserreichs in den USA.

## Leben
Geboren in eine Bauernfamilie, wurde er von seinem Vater in eine Missionsschule in der vier Meilen entfernten portugiesischen Kolonie Macau geschickt, um Englisch zu lernen. Ab 1841 besuchte er die Morrison-Schule, die vom Pfarrer S.R. Brown, einem Absolventen der Yale University, geleitet wurde. Am 4. Januar 1847 verließen die beiden Guangzhou in Richtung Amerika, am 12. April erreichten sie New York. Yung Wing schrieb sich an der Monson Academy in Monson (Massachusetts) ein. Nach seinem Abschluss im Jahr 1850 wurde er Student in Yale, wo er 1854 den B.A. erhielt und so als der erste Chinese an einer amerikanischen Universität den Abschluss machte. Am 30. Oktober 1852 nahm er die amerikanische Staatsbürgerschaft an.
1855 kehrte er nach China zurück. Für einen Posten in der öffentlichen Verwaltung in China hätte er die klassische konfuzianische Beamtenprüfung ablegen müssen, sodass er eine Weile ohne gute Anstellung blieb. 1863 fand er eine Anstellung beim Vizekönig Zeng Guofan. In dessen Auftrag reiste er wieder in die Vereinigten Staaten, wo er bei Putnam & Co. in Fitchburg Maschinen einkaufte, die für das Kiang-Nan Arsenal in Shanghai benötigt wurden, Chinas erste moderne Waffenfabrik.
Im Jahr 1868 schlossen China und die Vereinigten Staaten den Vertrag von Burlingame, in dem die chinesische Regierung das erste Mal auf offiziellem Weg chinesische Studenten ins Ausland schickte. Artikel 8 besagte: “Chinese subjects shall enjoy all the privileges of the public educational institutions under the control of the government of the United States.” Die Vizekönige Zeng Guofan und Li Hongzhang schlugen dem chinesischen Hof in einem Memorandum vor, 120 Studenten für 15 Jahre zum Studium in die USA zu schicken. Dabei spielten auch militärische Interessen eine Rolle, geeignete Studenten sollten in West Point und der Naval Academy ausgebildet werden. Der Kaiserhof nahm den Plan an, und zwischen 1872 und 1875 wurden insgesamt 120 junge Chinesen im Alter zwischen zehn und 16 mit der Chinesischen Bildungskommission (engl. Chinese Educational Commission, CEC) in die USA gesandt.
Leiter der Bildungskommission in Hartford (Connecticut) wurde Chen Lan-Pin, ein klassisch gebildeter Konfuzianer ohne Englisch-Kenntnisse, wodurch Yung, der als sein Stellvertreter berufen wurde, zur entscheidenden Figur wurde. Während dieses Aufenthalts in den USA heiratete Yung Wing Mary Louise Kellogg aus East Windsor (Connecticut).

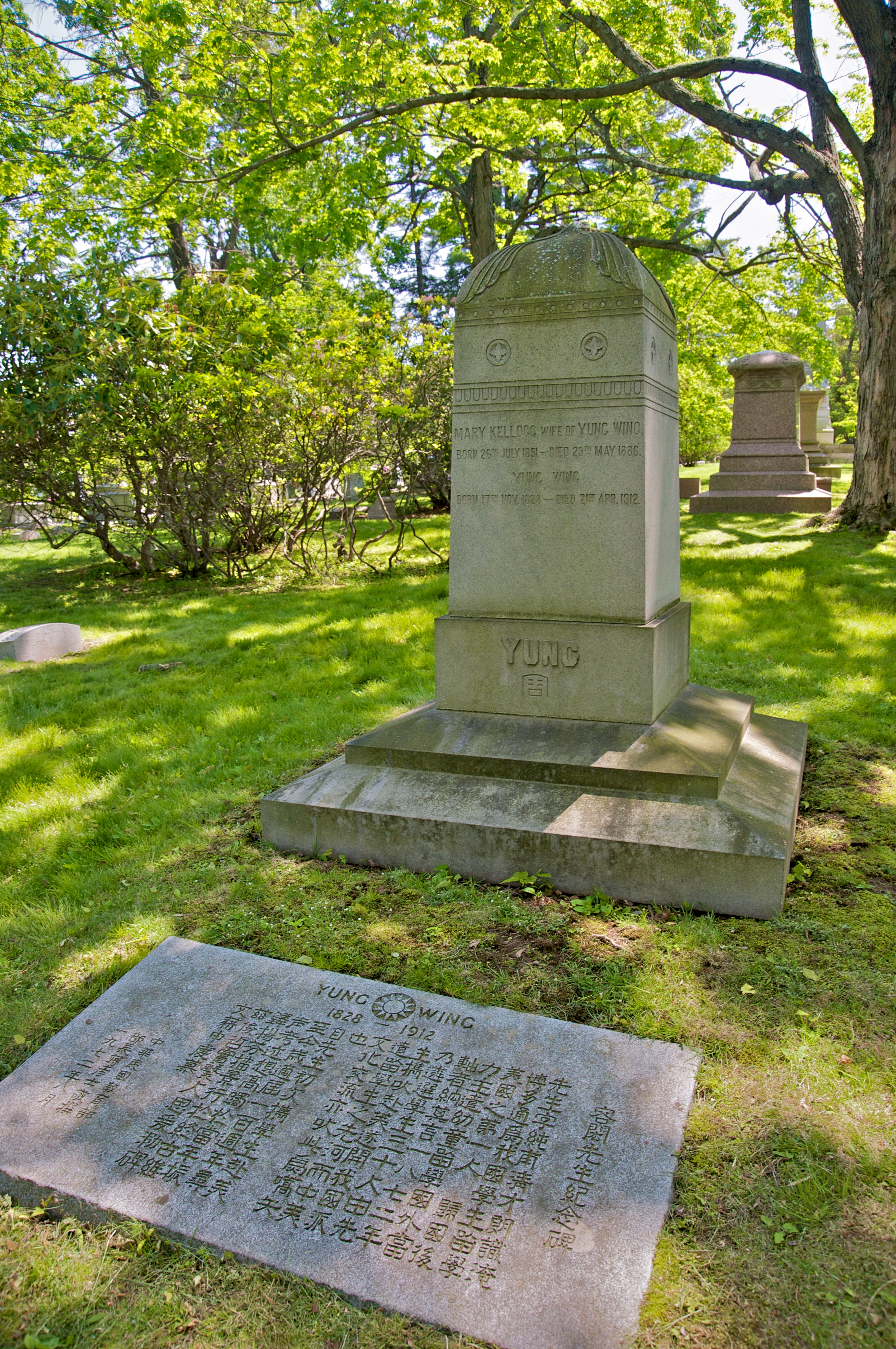
Yung Wings Grab in Hartford, Connecticut

1877 spendete Yung der Universität Yale 1237 chinesische Bücher und legte damit die Grundlage für die dortigen China-Studien. 1878 wurde der erste Professor für Sinologie, Samuel W. Williams, berufen. 1878 wurden Chen und Yung von der Qing-Regierung mit diplomatischen Befugnissen ausgestattet und so zu den ersten diplomatischen Vertretern Chinas in den USA.
Am 12. Mai 1881 beschloss das chinesische Außenministerium die Auflösung des CEC. Zahlreiche Faktoren trugen dazu bei, dass das Experiment der Bildungskommission 1881 wieder abgebrochen wurde. Die konservativen Konfuzianer wie Chen waren schockiert, in welchem Grad die jungen Studenten amerikanische Sitten annahmen. Einige kleideten sich westlich, schnitten den Mandschu-Zopf ab und konvertierten zum Christentum. Der liberale Yung tolerierte die Entwicklung. Dazu kam, dass keiner der chinesischen Studenten an einer amerikanischen Militärakademie zugelassen wurde, was die Chinesen schwer enttäuschte und den Amerikanern den Vorwurf einbrachte, den Vertrag gebrochen zu haben. Der dritte Faktor waren die wachsenden anti-chinesischen Ressentiments in Amerika, in erster Linie gegen die billig importierten chinesischen Arbeitskräfte („Kulis“) für Eisenbahnbau und Minen an der Westküste. Ausgedrückt wurde dies durch den Chinese Exclusion Act vom Februar 1879 (US-Präsident Hayes stoppte das Gesetz durch Veto im Jahr 1879, 1882 erlangte es jedoch Gültigkeit).
1882 kehrte Yung nach China zurück, wo er zum Intendant der Provinz Jiangsu ernannt wurde, kehrte jedoch wegen der sich verschlechternden Gesundheitssituation seiner Frau in die USA zurück, wo diese 1886 verstarb.
Im Jahr 1909 wurden seine Memoiren unter dem Titel My Life in China and America (dt.: „Mein Leben in China und Amerika“) in New York veröffentlicht, und 1915 unter dem Titel Aufzeichnungen über die Einführung westlicher Bildung im Osten ins Chinesische übersetzt.